# Laurie Smith Camp
Laurie Smith Camp (Omaha, 28 de noviembre de 1953 - Omaha, 23 de septiembre de 2020) fue una jueza federal estadounidense de los Tribunales de Distrito de los Estados Unidos para el Distrito de Nebraska.

## Primeros años
Nació en Omaha, Nebraska, Smith Camp se graduó de la Universidad Stanford en la licenciatura en Artes en 1974 y luego de la Universidad de Nebraska – Lincoln College of Law, donde obtuvo su doctorado en jurisprudencia en 1977.

## Carrera legal
Smith Camp comenzó su carrera legal como asesora general adjunta en el First National Bank & Trust Company de 1977 a 1978. Tiempo después estuvo en la práctica privada de 1978 a 1980. Más tarde, en 1980, fue empleada como Consejera General del Departamento de Servicios Correccionales de Nebraska, donde se desempeñó hasta 1991. En 1991, Smith Camp se convirtió en jefe de la sección de derechos civiles del Departamento de Justicia de Nebraska hasta 1995. Fue Subprocuradora General Adjunta para Asuntos Penales en el Departamento de Justicia de Nebraska desde 1995 hasta su nominación al tribunal federal en 2001.

## Carrera judicial federal
En 2001, Smith Camp fue nominada al Tribunal de Distrito de los Estados Unidos para el Distrito de Nebraska por el presidente George W. Bush el 4 de septiembre de 2001 para ocupar un puesto vacante por William G. Cambridge. Fue confirmada por el Senado el 23 de octubre de 2001 y recibió su comisión al día siguiente. Se desempeñó como jueza federal desde el 1 de diciembre de 2011 hasta el 1 de noviembre de 2018. Asumió el estatus de senior el 1 de diciembre de 2018 hasta el momento de su fallecimiento.
El 23 de septiembre de 2020 falleció en Omaha.